# Begonia pearcei
Begonia pearcei  es una especie fanerógama de la familia de las begonia, Begoniaceae. Fue introducida a Europa en 1864 por el botánico Richard Pearce, quien la descubrió en los Andes bolivianos; fue importante en la hibridación de las begonias  Begonia × tuberhybrida, las primeras de las cuales aparecieron en 1867.

## Descripción
Hojas verdes oscuras, con una textura aterciopelada y muy marcadas venas. Flores pequeñas, amarillas, brillantes, es la única de coloración amarillenta entre las especies tuberosas. Su introducción a los programas de mejoramiento proveyó de formas de flores amarillas.

La descripción en Hortus Veitchii dice: 
La planta tiene hábito de mata, tiene la inusual cualidad de poseer follaje y flores ornamentales. Sus hojas verde muy oscuro y aterciopeladas, atravesadas por venaciones de color tostado; la superficie inferior rojiza negruzca con la excepción de la prominente venación. Bien encima de las elegantes hojas se erigen las flores brillantemente amarillas, usualmente tres en número.

## Taxonomía
Begonia pearcei fue descrita por Joseph Dalton Hooker y publicado en Botanical Magazine 91: pl. 5545. 1865.
Etimología
Begonia: nombre genérico, acuñado por Charles Plumier, un referente francés en botánica, honra a Michel Bégon, un gobernador de la excolonia francesa de Haití, y fue adoptado por Linneo.
pearcei: epíteto otorgado en honor del botánico Richard Pearce, quien la descubrió en los Andes bolivianos
Híbridos
- Begonia × carminata Dombrain
- Begonia × chambersii